# 秘魯簽證政策

秘鲁签证政策
秘鲁
免签证（可用身份证入境）
免签证
需要签证

秘魯簽證是由內務部通過移民和歸化署（DIGEMIN）簽發的文件，意在規範和便利移民的流動。
基於秘魯旅遊和外貿部的宗旨，秘魯允許歐洲共同體、日本和北美公民免簽證入境。然而秘魯公民入境上述國家則需要簽證。其他情況下秘魯均堅持移民互惠政策。
中国大陆及澳門公民如持有澳大利亚、加拿大、英国、美国或申根区签发的签证或居留许可，可免签入境秘鲁进行最长 180 天的旅游。此外，该证件自抵达秘鲁之日起有效期至少为 6 个月。
另外，如果澳洲、汶萊、智利、中國、香港、印尼、日本、韓國、馬來西亞、墨西哥、新西蘭、巴布亞新幾內亞、秘魯、菲律賓、俄羅斯、新加坡、台灣、泰國及越南的經商人士，持有亞太經合組織商務旅遊證（APEC 卡）的話，可以在 APEC 有效期的 5 年內前往秘魯及其他亞太經合組織成員國進行商務旅遊，最長可以逗留 90 天。

## 免簽證
下列國家和地區簽發的護照入境秘魯無需簽證：

| - 欧洲联盟B 3 (愛爾蘭除外) \| - 安道尔 - 安地卡及巴布達 - 阿根廷ID - 巴哈马 - 白俄羅斯 - 玻利维亚ID - 巴西ID B 2 - B - 加拿大 - 智利ID B 2 - 哥伦比亚ID B - 庫克群島 - 多米尼克 - 5 - ID - 薩爾瓦多1 \| - 斐济 - 3 - 格瑞那達 - 4 - 香港 - 冰島B - 印度尼西亞B - 愛爾蘭1 - 以色列 - 牙买加 - 日本 - 基里巴斯 - 列支敦斯登B - 马来西亚B - 马绍尔群岛 - 墨西哥B 1 - 密克羅尼西亞聯邦 - 摩尔多瓦 \| - 摩納哥 - 蒙古国3 - 蒙特內哥羅 - 瑙鲁 - 新西兰 - 纽埃 - 北馬其頓 - 挪威B - 帛琉 - 巴拿马B 4 - 巴拉圭ID - 菲律賓 - 俄羅斯3 - 圣基茨和尼维斯 - 圣卢西亚 - 萨摩亚 - 圣马力诺 - 塞爾維亞 \| - 新加坡B - 所罗门群岛 - 南非 - 苏里南 - 瑞士B - 臺灣 - 泰國 - 千里達及托巴哥 - 土耳其3 - 乌克兰3 - 阿联酋3 - 英国1 - 美国 - 乌拉圭ID - 梵蒂冈 \| \| | | | |  |
| - 安道尔 - 安地卡及巴布達 - 阿根廷ID - 巴哈马 - 白俄羅斯 - 玻利维亚ID - 巴西ID B 2 - B - 加拿大 - 智利ID B 2 - 哥伦比亚ID B - 庫克群島 - 多米尼克 - 5 - ID - 薩爾瓦多1 | - 斐济 - 3 - 格瑞那達 - 4 - 香港 - 冰島B - 印度尼西亞B - 愛爾蘭1 - 以色列 - 牙买加 - 日本 - 基里巴斯 - 列支敦斯登B - 马来西亚B - 马绍尔群岛 - 墨西哥B 1 - 密克羅尼西亞聯邦 - 摩尔多瓦 | - 摩納哥 - 蒙古国3 - 蒙特內哥羅 - 瑙鲁 - 新西兰 - 纽埃 - 北馬其頓 - 挪威B - 帛琉 - 巴拿马B 4 - 巴拉圭ID - 菲律賓 - 俄羅斯3 - 圣基茨和尼维斯 - 圣卢西亚 - 萨摩亚 - 圣马力诺 - 塞爾維亞 | - 新加坡B - 所罗门群岛 - 南非 - 苏里南 - 瑞士B - 臺灣 - 泰國 - 千里達及托巴哥 - 土耳其3 - 乌克兰3 - 阿联酋3 - 英国1 - 美国 - 乌拉圭ID - 梵蒂冈 |  |

ID - 可使用身分證替代入境

B - 適用於商務目的

1 - 180日

2 - 365日內僅限180日

3 - 180日內僅限90日

4 - 365日內僅限90日

5 - 60日